# BMP-1
Il BMP-1 (in cirillico: БМП-1) è un veicolo da combattimento della fanteria di origine sovietica, con capacità anfibie, entrato in servizio nelle forze armate dell'Unione Sovietica nel 1966. È il capostipite di una nutrita famiglia di mezzi corazzati
Progettato per combinare le proprietà di un corazzato da trasporto edm quelle di un carro armato leggero, consente di trasportare unità militari sul campo di battaglia e di fornire loro supporto durante le operazioni.
Dopo il battesimo del fuoco nello Yom Kippur del 1973, l'esperienza maturata nel conflitto permise la definizione del suo successore: il BMP-2. Ha inoltre conosciuto un considerevole successo commerciale, venendo esportato in numerose forze armate di Asia, Africa ed America latina.
Progettato in numerose versioni, l'ultima delle quali è la BMP-1AM Basurmanin prodotta dalla Uralvagonzavod e dotata di torretta del BTR-82, tutti i BMP-1 ancora in servizio nelle forze armate russe verranno aggiornati a tale standard.

## Caratteristiche
Quando, intorno al 1965, i servizi d'informazione occidentali scoprirono l'esistenza del Boevaja Mašina Pekhoty 1 (cirillico: боевая машина пехоты 1; translitterato: Boevaja Mašina Pekhoty 1; traduzione: Veicolo da combattimento per la fanteria 1), furono impressionati dalle apparenze di questo mezzo cingolato, mostrato per la prima volta in pubblico sulla Piazza Rossa nel novembre del 1967. Era destinato a sostituire i BTR-50PB, e aveva prestazioni nettamente superiori. In effetti si trattava del primo vero mezzo da combattimento per la fanteria, con una torretta armata con un pezzo di circa 73 mm di calibro, una mitragliatrice coassiale, una rampa per missili filoguidati controcarro AT-3 Sagger, oltre a feritoie da cui i soldati trasportati potevano utilizzare le loro armi leggere. Inoltre la sagoma del veicolo era estremamente bassa e le sue linee molto ben profilate. La velocità di spostamento era elevata, vi erano proiettori infrarossi per il combattimento notturno, e il nuovo veicolo poteva operare in ambienti contaminati NBC. La superiorità su mezzi come l'M-113, che allora stava entrando in servizio in alcuni eserciti della NATO, era evidente. A bordo vi erano tre membri dell'equipaggio e potevano essere trasportati fino a otto soldati, stipati però in uno spazio angusto. Questo mezzo era concepito per operare insieme ai nuovi MBT T-62 e rappresentava un grosso miglioramento rispetto al mai del tutto soddisfacente BTR-50.

## Limiti
Quando, nel 1973, all'epoca della Guerra dello Yom Kippur, fu possibile analizzare il mezzo e valutare le sue capacità operative reali, emersero diverse limitazioni. Intanto la configurazione scelta non solo precludeva altri utilizzi, ma l'abitabilità era estremamente precaria, tanto da affaticare notevolmente gli uomini d'equipaggio, in particolare in zone calde. L'armamento aveva forti limitazioni, legate soprattutto al fatto che la torretta era monoposto e un unico militare doveva provvedere al puntamento e alle non facili operazioni di caricamento e guida del sistema missilistico. Il cannone risultò essere il 2A20 da 73mm a bassa pressione, anima liscia, sparante munizionamento stabilizzato mediante alette. In pratica, se non vi è troppo vento laterale, si possono ingaggiare bersagli fino a 800-1.000m, con una precisione bassa. Inoltre l'alzo e la depressione dell'armamento erano molto limitati e vi era un punto morto piuttosto ampio, dovuto al proiettore IR del capocarro, la cui postazione è immediatamente alle spalle del pilota e praticamente alla sua altezza. I soldati possono accedere al vano trasporto tramite due porte posteriori, all'interno della quale si trova parte della riserva di carburante e dispongono di quattro portelli superiori. Dovendo concentrare così tanto armamento in appena 14t, la protezione, nonostante fosse ben profilata, raggiunge al massimo i 19mm nella parte anteriore dello scafo e i 23mm in torretta, con una protezione nei riguardi dei proiettili perforanti da 12,7x99 mm solo su 60° dell'arco frontale.

## Utilizzo
Il BMP-1 ha avuto una grande diffusione, essendo stato fornito a quasi tutti i paesi del Patto di Varsavia, a diversi paesi del Medio Oriente e africani e anche a paesi come la Finlandia e l'Iran. Ha partecipato a moltissimi conflitti. Solo per citare i principali ha partecipato a: Guerra dello Yom Kippur, i vari conflitti in Libano, l'Invasione sovietica dell'Afghanistan, Guerra Iran-Iraq, Prima e Seconda guerra del Golfo, Guerra civile angolana, Guerra in Mozambico, i conflitti tra Eritrea ed Etiopia, l'Invasione libica del Ciad e i conflitti nell'ex Unione Sovietica. In tutte queste guerre ha palesato i soliti limiti, dovuti alle soluzioni adottate e alle pretese eccessive per l'epoca in cui furono formulate. In zone montane, per esempio, il suo armamento è ben poco utilizzabile. È stato sostituito dal BMP-2, che ne è un derivato diretto, entrato in produzione nel 1977. È stato acquistato dalla Svezia e dalla Grecia attingendo a mezzi ex DDR ceduti a prezzi particolarmente bassi dalla Germania.
La Repubblica Ceca, a seguito dell'Invasione russa dell'Ucraina avvenuta il 24 febbraio 2022, ha ceduto un centinaio dei propri BMP-1 (all'epoca non più operativi ma tenuti in riserva) alle forze terrestri ucraine.

## Versioni
Le varianti principali sono:
- BMP-1: Versione standard apparsa nel 1970 dopo l'iniziale BMP Modell 1966, con modifiche per consentire il galleggiamento e visori posteriori riposizionati.
- BMP-1K: Posto comando con apparati radio supplementari.
- BMP-1P: Versione con torretta biposto con cannoncino da 30mm e nuovi missili controcarro, simile a quella del BMP-2.
- BMP-1PK: Versione posto comando del precedente.
- BMP KShM: Posto comando di reggimento o divisionale, senza armamento, con antenna telescopica e vari apparati radio.
- PRP-3: Mezzo di sorveglianza e controllo del tiro, con torretta dotata solo di una mitragliatrice, ma con in più un radar Small Fred per la sorveglianza del campo di battaglia, equipaggio di cinque uomini e apparati ottici e radio aggiuntivi per dirigere il tiro dell'artiglieria. Uno assegnato ad ogni gruppo e ai reggimenti d'artiglieria.
- PRP-4: Successore del PRP-3 con alcune migliorie.
- IRM: Mezzo destinato ai reparti da ricognizione del genio.
- BRM: Veicolo da esplorazione derivato dal BMP-1, con una diversa torretta biposto, sempre con il pezzo a bassa pressione 2A28 da 73 mm ma senza missili controcarro. Nel vano posteriore sono trasportati due ricognitori con a disposizione una feritoia per lato.
- BMP-1A Ost: conversione tedesca di 581 esemplari con protezione di schiuma intorno ai serbatoi, luci standard NATO, specchietti retrovisori, rimozione delle slitte per i missili anticarro e modifiche all'impianto frenante e alla trasmissione.
- Pbv-501: designazione svedese dei BMP-1A1 acquistati nel 1994.
  - Pbv-501A: versione svedese bonificata dall'amianto, senza slitte per i missili anticarro, un nuovo sistema antincendio, luci standard NATO, ottiche NATO, nuove radio.[2]

## Operatori
Grecia
- Ellinikós Stratós

501 BMP-1P acquistati dalla Germania nel 1993 e aggiornati a BMP-1A1 Ost prima della consegna, avvenuta tra il 1994 e il 1995. 150 donati all'Iraq nel 2005, 92 venduti all'Egitto nel 2019 e 40 donati all'Ucraina nel 2022.
 Rep. Ceca
- Pozemní síly Armády České republiky

140 veicoli cingolati da combattimento BMP-1 in riserva e disponibili per essere ceduti. Di questi, circa 100 veicoli da combattimento di fanteria BMP-1 sono stati forniti all'Ucraina
 Polonia
- Wojska Lądowe

1306 in servizio. Diverse decine sono state donate all'Ucraina durante l'Invasione russa dell'Ucraina del 2022.
 Slovacchia
- Pozemné sily Slovenskej republiky

230 cingolati BMP-1 radiati dal servizio attivo e immagazzinati.
 Svezia
- Esercito svedese

438 acquistati di seconda mano dalla Germania nel 1994 di cui 5 per prove, 83 come fonte di parti di ricambio e 14 veicoli di comando. Sono stati ammodernati da Excalibur Army a partire dal 1997 e sono stati ritirati dal servizio nel 2005. 335 sono stati rivenduti a Excalibur Army nel 2009, che successivamente ne ha rivenduti 250 all'Iraq mentre 56 sono stati donati all'Ucraina nel 2022.
 Ucraina
- Forze terrestri ucraine

Al 2022 erano stimati in servizio circa 213. In aggiunta, durante l'Invasione russa dell'Ucraina del 2022, 50 BVP-1 e 56 Pbv-501 sono stati forniti dalla Repubblica Ceca, 142 BWP-1 dalla Polonia, 30 BVP-1 dalla Slovacchia e 40 BMP-1A1 Ost dalla Grecia.